# Saalgasse

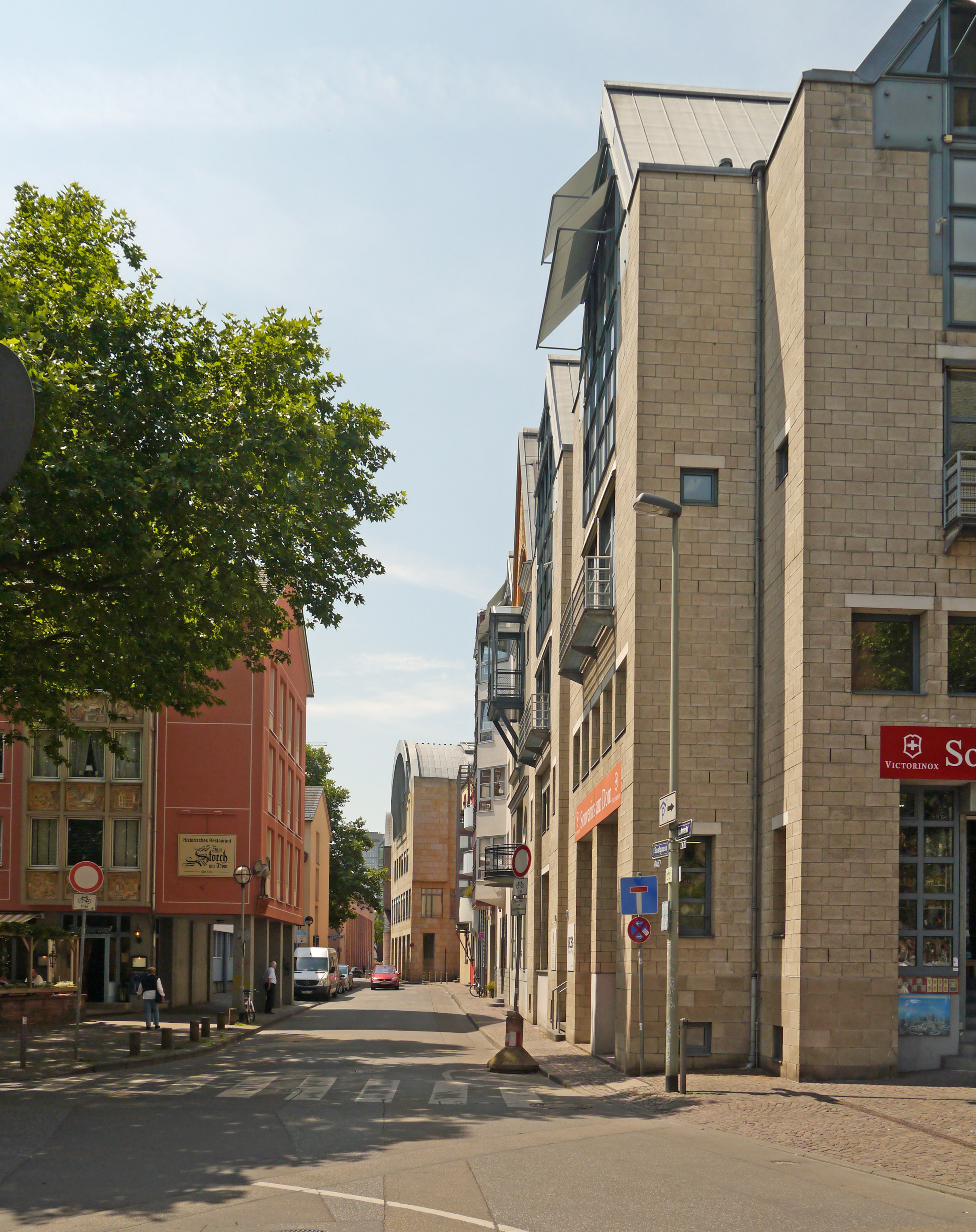
Die Saalgasse vom Weckmarkt bis zum Historischen Museum in der Frankfurter Altstadt

Die Saalgasse ist eine der ältesten Straßen in der Altstadt von Frankfurt am Main. Sie verläuft parallel zum Mainufer vom Weckmarkt am Kaiserdom St. Bartholomäus zum Römerberg und zum Fahrtor. Vom Mittelalter bis zur Zerstörung bei den Luftangriffen auf Frankfurt 1943 und 1944 bildete sie eine wichtige Ost-West-Verkehrsachse im alten Stadtkern. An der Saalgasse lagen bedeutende öffentliche Bauten wie der staufische Saalhof und die 1840 abgebrochene Spitalkirche des Hospitals zum Heiligen Geist. Heute ist sie Zufahrtsstraße zu einem Wohngebiet der 1950er Jahre; an ihrer Nordseite stehen postmoderne Bürgerhäuser der 1980er Jahre und ein Treppenaufgang zur Schirn Kunsthalle Frankfurt.

## Lage

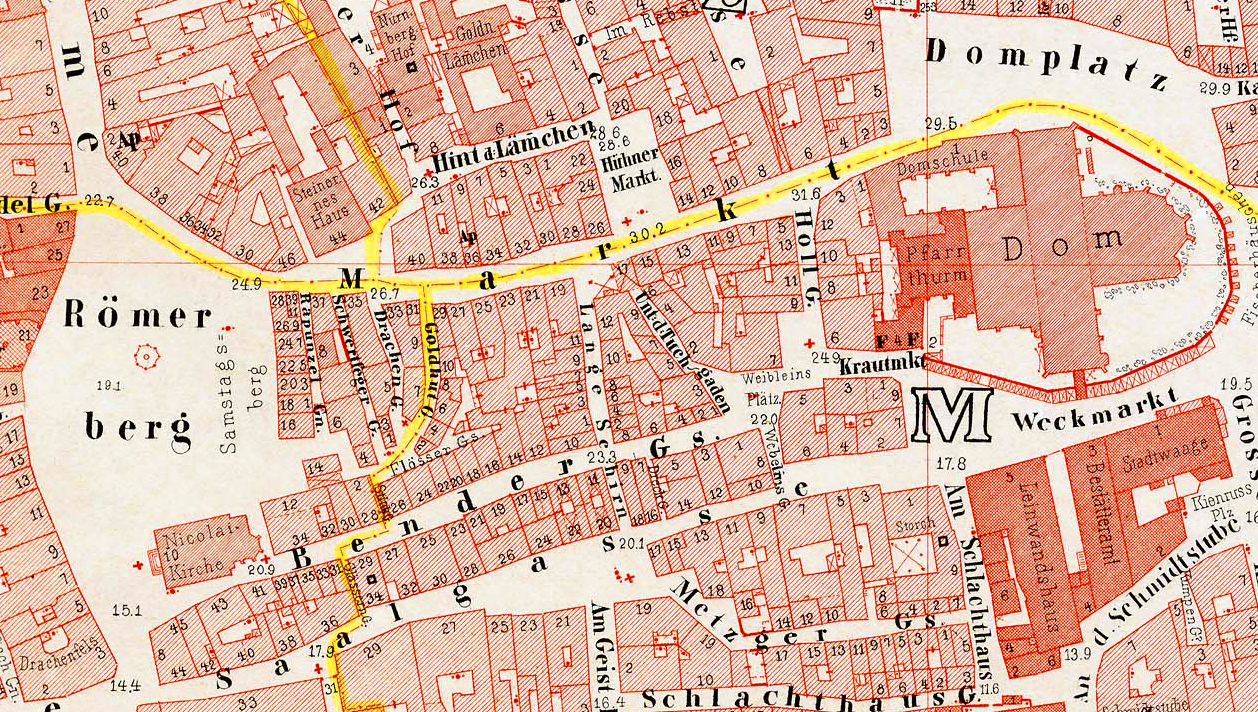
Dom-Römer-Areal auf dem Ravensteinplan 1862

Die Saalgasse liegt im ältesten Frankfurter Stadtkern südlich der karolingisch-ottonischen Königspfalz Frankfurt. Archäologische Grabungen von 1970 und 2012 weisen darauf hin, dass der Verlauf der Saalgasse und der nach Westen sich anschließenden Alten Mainzer Gasse ungefähr dem damaligen Nordufer des Mains entspricht, das seitdem um etwa 100 Meter nach Süden verschoben wurde. Wahrscheinlich bestand hier in unmittelbarer Nähe der Furt, die der Stadt ihren Namen gab, eine Schiffslände und eine kleine Vorstadt (suburbium), in der Kaufleute, Handwerker und Bedienstete des Königshofes siedelten. Im 12. Jahrhundert wurde das Ufer nach Süden verlegt, um Raum für den Bau des Saalhofes zu schaffen. Am östlichen Ende der Gasse entstand um 1280 das Hospital zum heiligen Geist mit seiner gotischen Spitalkirche.
Etwa in der Mitte erweiterte sich die schmale Gasse zu einem kleinen Platz, dem Heilig-Geist-Plätzchen. Hier zweigten mehrere Gassen ab: nach Norden die Lange Schirn, auch Scharngäßchen genannt, zum Markt, nach Südosten die Metzgergasse und nach Süden das Geistpförtchen. Nach Norden gab es zudem zwei schmale Durchgänge zur benachbarten Bendergasse: Östlich der Langen Schirn das Dreckgäßchen, westlich des Heilig-Geist-Plätzchens zwischen den Häusern Horneck und Lindenbaum das Gläsergäßchen.
Nach der Zerstörung im Zweiten Weltkrieg wurden bis 1950 alle Trümmer beseitigt. Beim Wiederaufbau ab 1952 wurde die Saalgasse als rückwärtige Erschließung der zur Mainfront gelegenen aufgelockerten Wohnbebauung neu angelegt. Seit 1972 dient sie zudem als Ausfahrt für die beim Bau der Altstadt-U-Bahn errichtete Tiefgarage Dom/Römer. Im Westen endet die Saalgasse seitdem als Fußgängerzone am Römerberg zwischen Alte Nikolaikirche und dem Historischen Museum. Die Nordseite der Saalgasse wurde erst 1981 bis 1984 mit 14 viergeschossigen, giebelständigen Bürgerhäusern im Stil der Postmoderne bebaut. Obwohl von renommierten Architekten sehr unterschiedlich gestaltet, erinnern sie durch ihre geschlossene Bauweise mit einer einheitlichen Breite von jeweils 7,50 Metern und einer Parzellentiefe von 10 Metern an das frühere Erscheinungsbild der Saalgasse.

## Geschichte

### Vom Mittelalter bis ins 20. Jahrhundert

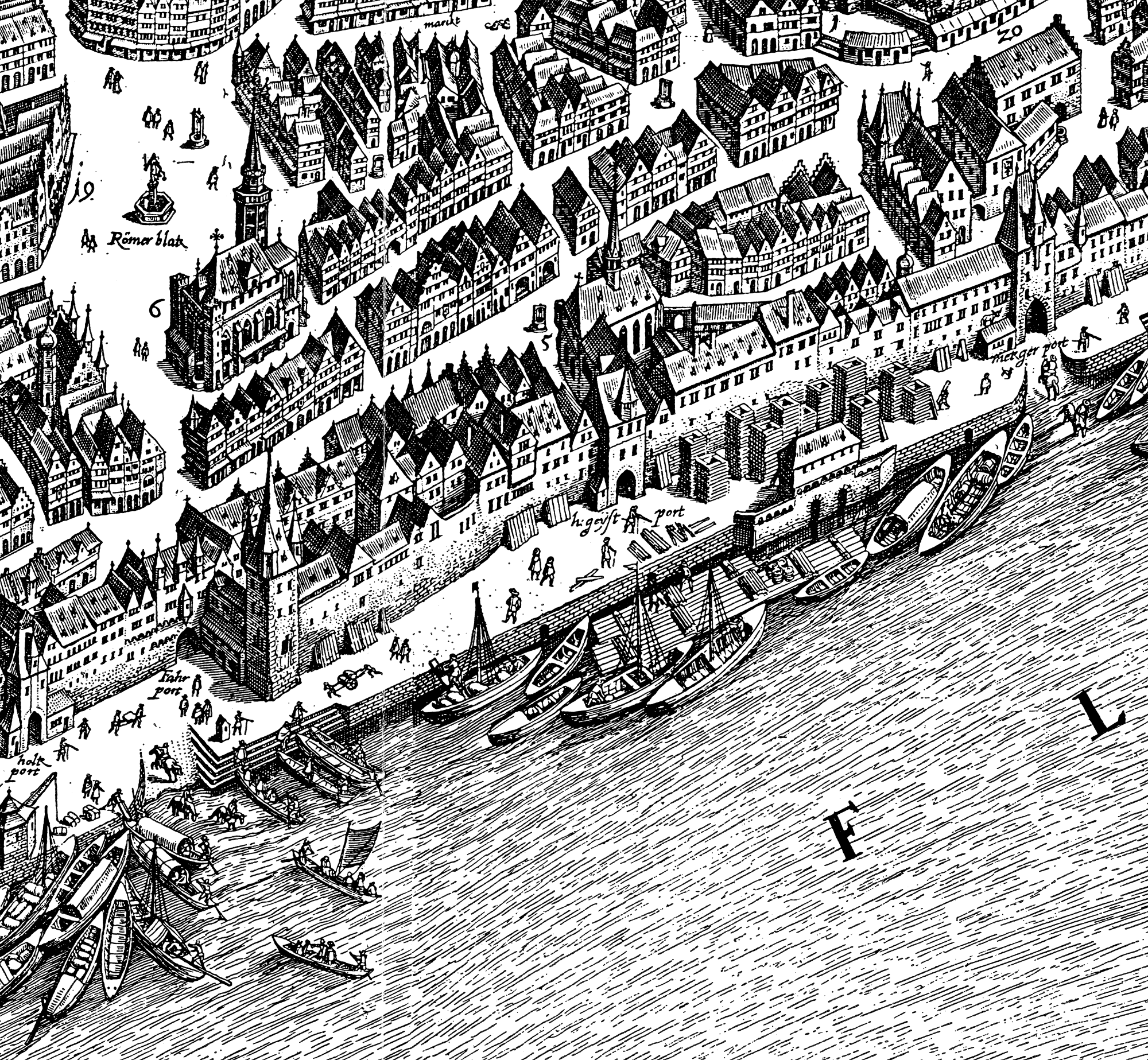
Saalgasse auf dem Merian-Plan von 1628

Bei Ausgrabungen in den 1930er Jahren im Gebiet der östlichen Saalgasse wurden in 3,10 Metern Tiefe unter dem heutigen Straßenniveau Reste einer befestigten Straße aus karolingischer Zeit aufgefunden. Die karolingische Schicht war von Hauskellern eingeschnitten, die zum ältesten jüdischen Wohnviertel Frankfurts südlich des Domes gehörten. Die Ansiedlung von Juden in Frankfurt ist erstmals 1074 urkundlich nachweisbar, die ältesten Hauskeller stammten aus der Mitte des 12. Jahrhunderts.
Wie dieser älteste Teil der Straße ursprünglich genannt wurde, ist unbekannt. Nach dem Bau des 1267 erstmals erwähnten Hospitals zum heiligen Geist wurde für die Gasse zwischen Saalhof und Spital der Name Heilig-Geistgasse oder vicus hospitalis S. Spiriti, abgekürzt vicus hospitalis, geläufig. Die östliche Verlängerung bis zum Weckmarkt gehörte damals noch zum Judenviertel. Nach dem Massaker an den Frankfurter Juden am 24. Juli 1349 eigneten sich Frankfurter Patrizier und Bürger nach und nach die Häuser der Juden an. Seit 1462 mussten alle Juden das neu errichtete Ghetto in der Judengasse bewohnen. Seitdem dehnte sich der Name Heilig-Geistgasse auf den östlichen Teil der Gasse aus.
Der westliche Teil zwischen Römerberg und Saalhof führte noch bis ins 15. Jahrhundert den Namen Gläsergasse, so auch in der 1350 erschienenen Topographie des Baldemar von Petterweil. In der ersten Hälfte des 16. Jahrhunderts kam dafür der Name Saalhofgasse auf, während als Gläsergasse nur noch der schmale Durchgang zur Bendergasse bezeichnet wird. Die Verkürzung zu Saalgasse als Name für den gesamten Straßenzug wurde ab Ende des 17. Jahrhunderts gebräuchlich.
Der kleine Platz, zu dem sich die Gasse etwa in ihrer Mitte erweiterte, wurde meist Heilig-Geist-Plätzchen genannt. Die am Südrand des Platzes gelegene Kirche des Heilig-Geist-Spitals war ursprünglich eine kleine, kurz vor 1288 erbaute Kapelle. In jenem Jahr stifteten 12 italienische Bischöfe den Besuchern dieser Kapelle an bestimmten Festtagen Ablaß. Die Kapelle diente von Anfang an nicht nur der Seelsorge an den Kranken des Spitals, sondern auch den Bewohnern des umliegenden Viertels. Beim Magdalenenhochwasser im Juli 1342 soll die Kapelle vier Schuh hoch unter Wasser gestanden haben. In der Kapelle wurde 1386 Siegfried zum Paradies beigesetzt, neben seiner 1378 verstorbenen Frau Katharina zum Wedel.

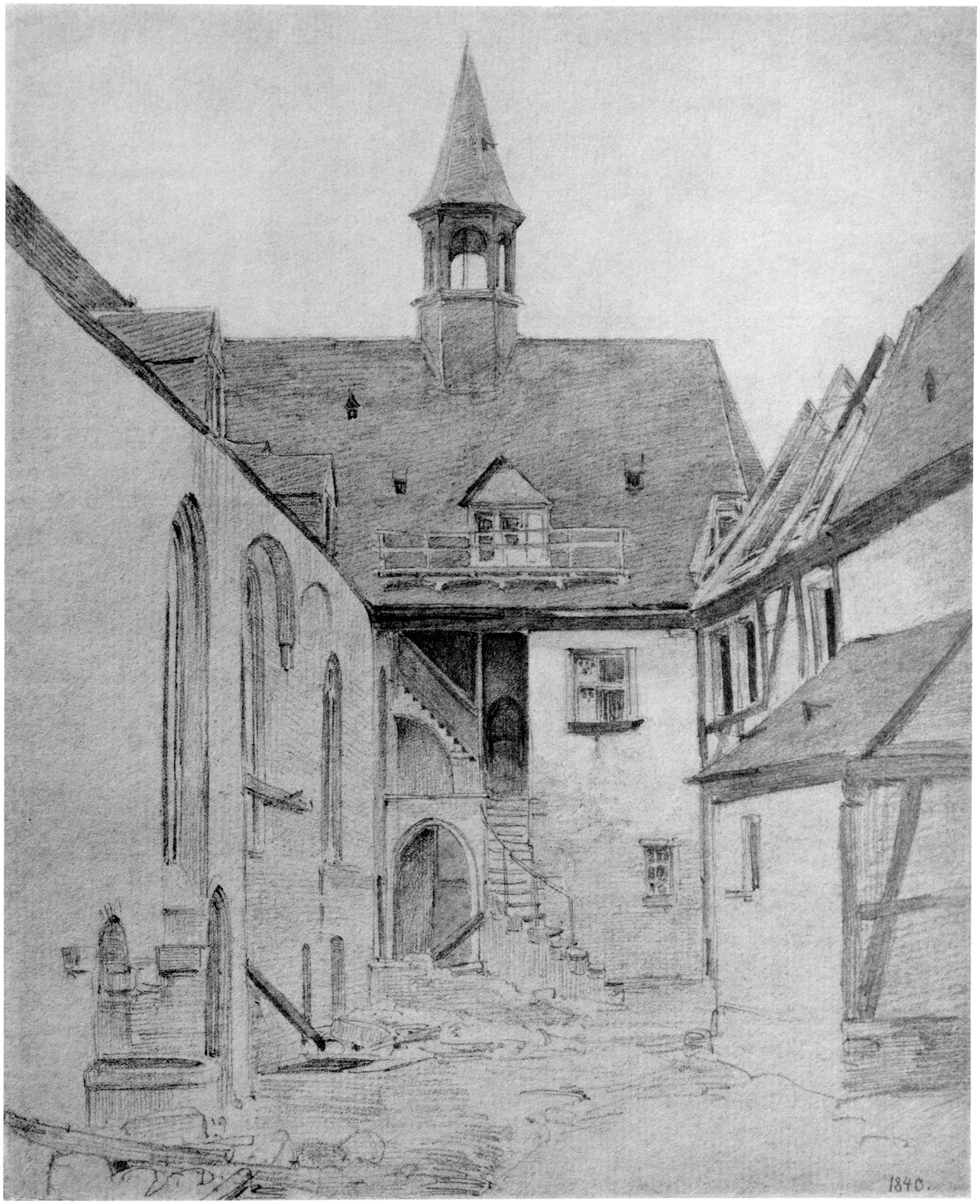
Die spätgotische Heilig-Geist-Kirche

1460 bis 1467 wurde die Kapelle durch einen Neubau ersetzt. Die spätgotische Hallenkirche hatte zwei Joche mit Sterngewölbe, reich geschmückten Kragsteinen und hexagonalem Chor. Das schiefergedeckte Walmdach trug einen kleinen Dachreiter mit anfangs drei kleinen Glocken, die 1723 zu einer großen Glocke von 443 Pfund umgegossen wurden. Nach Einführung der Reformation in Frankfurt 1533 diente die kleine Kirche noch über 300 Jahre der evangelischen Gemeinde. 1840, ein Jahr nach dem Umzug des Heilig-Geist-Spitals in einen großzügigen Neubau an der Langen Gasse, wurde sie gegen den Widerstand Frankfurter Architekten, Historiker und Politiker an einen privaten Investor verkauft und abgerissen. An ihre Stelle trat die vorher nicht als Gemeindekirche genutzte Alte Nikolaikirche am Römerberg. Die Epitaphien Siegfrieds und Katharinas sowie anderer Schmuck der Heilig-Geist-Kirche wurden in die Nikolaikirche überführt.
Gegenüber der Kirche, an der Ecke zur Langen Schirn, befanden sich die Scharnhäuser. Sie werden erstmals 1324 in einer Urkunde als newe Fleischarren erwähnt, also überdachte Fleischbank. Vermutlich im späten 15. Jahrhundert entstanden daraus die Doppelhäuser mit gemauertem Gewölbekeller. Östlich der Scharnhäuser lag die ebenfalls schon mindestens seit den 1320er Jahren bestehende Brodhalle oder domus panum, ein überdachter öffentlicher Verkaufsplatz für Brot. Nach dem Vikarienbuch von 1453 bestand die Brothalle damals aus zwei Abteilungen, der östlichen (orientalis) oder oberen (superioris)  und der westlichen (occidentalis) oder niederen (inferioris), mit jeweils zwei Reihen Verkaufstische. Nach der Brothalle wurde zeitweise der ganze Platz auch Brotmarkt oder Weckmarkt genannt. 1555 ordnete der Rat die Beseitigung der Brottische in der Saalgasse und ihre Verlegung in den Kreuzgang des Barfüßerklosters an. Die Brothalle wurde abgerissen und durch ein Doppelhaus ersetzt. Durch den Neubau entstanden zwei neue schmale Verbindungen zwischen Bendergasse und Saalgasse, im Osten das Dreckgäßchen und im Westen das Scharngäßchen, eigentlich die südliche Verlängerung der Langen Schirn.

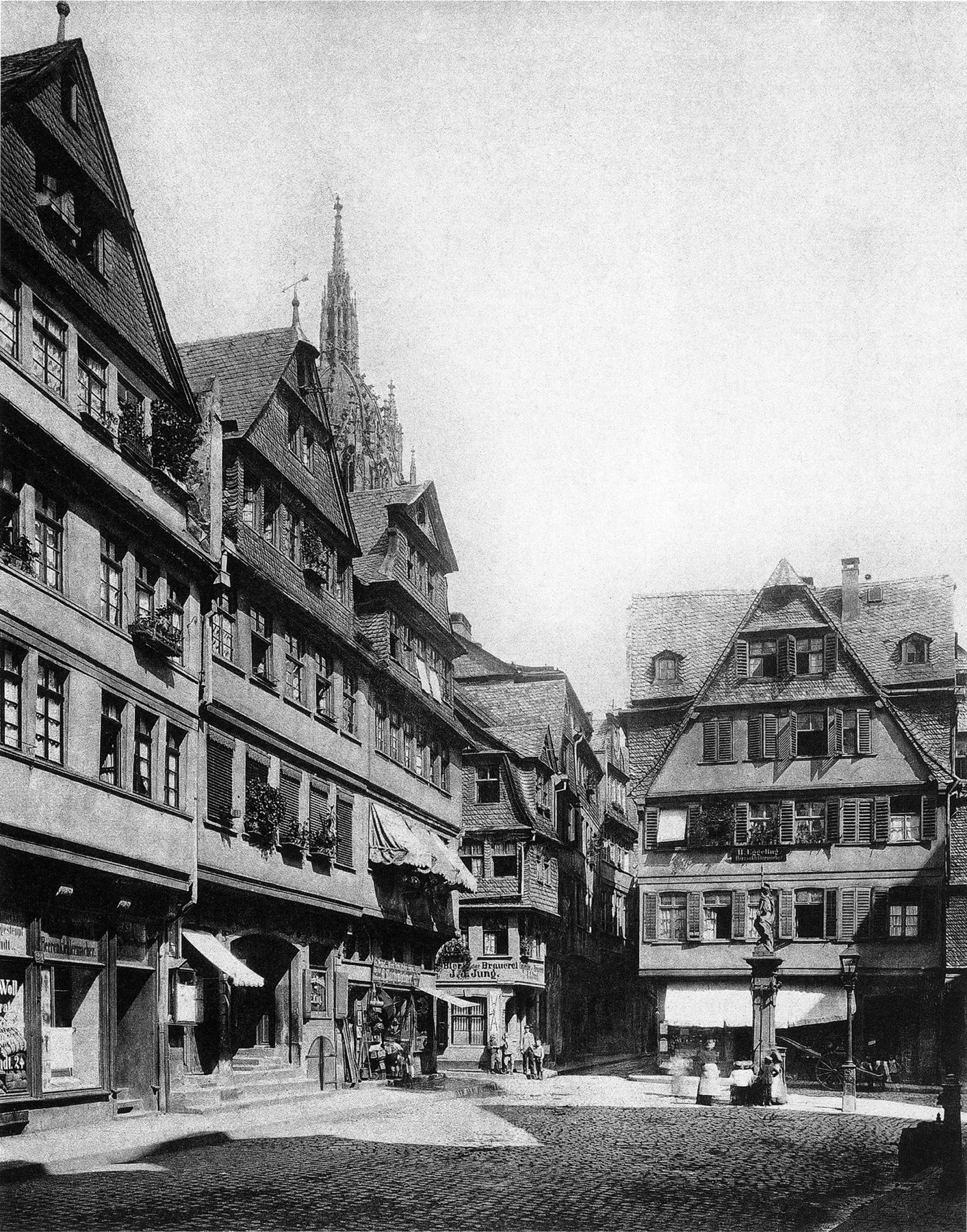
Heilig-Geist-Plätzchen in der Saalgasse, etwa 1880

Auf dem Heilig-Geist-Plätzchen befand sich seit dem 13. Jahrhundert ein öffentlicher Brunnen, der Heilig-Geist-Brunnen. Anfangs handelte es sich um einen Ziehbrunnen mit ausgemauertem Schacht und einer Brüstung aus Mainsandstein. Als Schöpfvorrichtung diente ein Eimer, der an einer Kette über eine Umlenkrolle lief. Um Unfälle und Verunreinigungen zu vermeiden, besaß der Brunnenschacht eine hölzerne Abdeckung. Im 18. und frühen 19. Jahrhundert wurden die Ziehbrunnen nach und nach durch effektivere Pumpenbrunnen ersetzt. Sie waren sicherer und hygienischer – an den Ziehbrunnen gab es immer wieder Verunreinigungen durch Tierkadaver und Unfälle mit wasserschöpfenden Kindern – und hatten eine höhere Förderleistung von bis zu 40 Litern pro Minute. Das erleichterte die Brandbekämpfung im Notfall, zu der alle Bürger verpflichtet waren. Bei der erstmaligen Ableistung ihres Bürgereides erhielten sie einen ledernen Feuereimer ausgehändigt, den sie jederzeit in ihrer Wohnung bereitzuhalten hatten. Im Brandfall übernahm der Bürger-Capitain des jeweiligen Quartiers das Kommando über die Bürgerfeuerwehr.
Am 15. Juli 1768 wurde der Ziehbrunnen abgebrochen und danach ein prächtig geschmückter, barocker Pumpenbrunnen errichtet. Die Statue, so oben darauf stehet, stellet die Tugend vor, in der rechten Hand hat sie einen Staab, womit sie alles abmisst, in der linken Hand das ihr anvertraute Schwerd, worauf eine Kugel, mit der sie alles abwäget, und die Kugel, worauf sie mit dem einen Fuss stehet, stellet vor, dass sie alle Laster, so auf Erden, mit Füssen tritt. Der Brunnen wurde 1822 mit einer einfacheren Säule erneuert und 1887 renoviert.
Für den Unterhalt des Brunnens waren die Besitzer der Häuser zuständig, deren Bewohner ihn nutzten, die sogenannte Brunnennachbarschaft. Sie waren in der städtischen Brunnenrolle eingetragen und wählten alle zwei Jahre einen jüngeren und einen älteren Brunnenmeister, die für die Instandhaltung und Reinigung des Brunnens verantwortlich waren. Dafür entrichteten die Brunnennachbarn ein jährliches Brunnengeld.
Nach Fertigstellung der neuen Wasserleitung vom Knoblauchsfeld im heutigen Nordend hob die Stadt 1832 die Brunnennachbarschaften auf und übertrug den Unterhalt der städtischen Brunnen dem Bauamt, das auch das Brunnengeld erhob. Das Brunnengeld wurde erst 1862 abgeschafft, nachdem immer mehr Haushalte an die zentrale Wasserversorgung angeschlossen waren und die städtischen Brunnen aufhörten lebenswichtige Versorgungseinrichtungen zu sein. Der Heilig-Geist-Brunnen wurde nach dem Zweiten Weltkrieg nicht mehr wiedererrichtet.
Das östlich des Heilig-Geist-Plätzchen gelegene Haus Saalgasse 13 gehörte unter dem Namen Drei Schinken  zu den bekannten Baudenkmälern Frankfurts. 1371 wurde es erstmals als Hus zum Dreschenkil erwähnt. In späteren Urkunden heißt es zum Drynschenken, zum Dreischenken, im 16. Jahrhundert wird es sogar zum Trinkschenk oder Trunkschenk verballhornt. Um 1500 war es ein vornehmes Gasthaus, in dem der Rat bevorzugt seine hochgestellten städtischen Gäste unterbrachte. Beispielsweise diente es 1507 dem französischen Botschafter als Quartier.
1567 bis 1570 gehörte das Haus Graf Ludwig zu Stolberg, damals Herr der Grafschaft Königstein. Er ließ hier  während der Kipper- und Wipperzeit nach der Reichsmünzordnung von 1566 eine Münzstätte für kleine Scheidemünzen und Pfennige betreiben.  1569 veruntreute sein Münzmeister 1800 Gulden, die er von Juden geliehen hatte. 1570 untersagte Kaiser Maximilian II. bis auf weiteres den Betrieb der Münze im Trinkschenk sowie in Oberursel und Königstein.
1713 gehörte das Haus einem katholischen Kaufmann aus Frankreich namens de Poulles. Er ließ das alte Haus abreißen und auf gleicher Fläche einen barocken Neubau errichten. Das Vorderhaus an der Saalgasse war mit dem Hinterhaus an der Metzgergasse durch einen kleinen viereckigen Lichthof verbunden. Das Haus Drei Schinken war ganz in Sandstein ausgeführt, aber stilistisch wie ein Fachwerkhaus mit zwei auskragenden Obergeschossen gehalten. Das traufständige Dach trug ein zweigeschossiges Zwerchhaus mit barockem Giebel. Die Flächen unter den jeweils vier zweiflügeligen Fenstern je Obergeschoss waren ursprünglich mit Fresken geschmückt, die Mitte des 19. Jahrhunderts verputzt wurden. Das Hinterhaus hatte einen Giebel zum Heilig-Geist-Plätzchen hin und ein Zwerchhaus zur Metzgergasse, wo sich der Eingang befand.

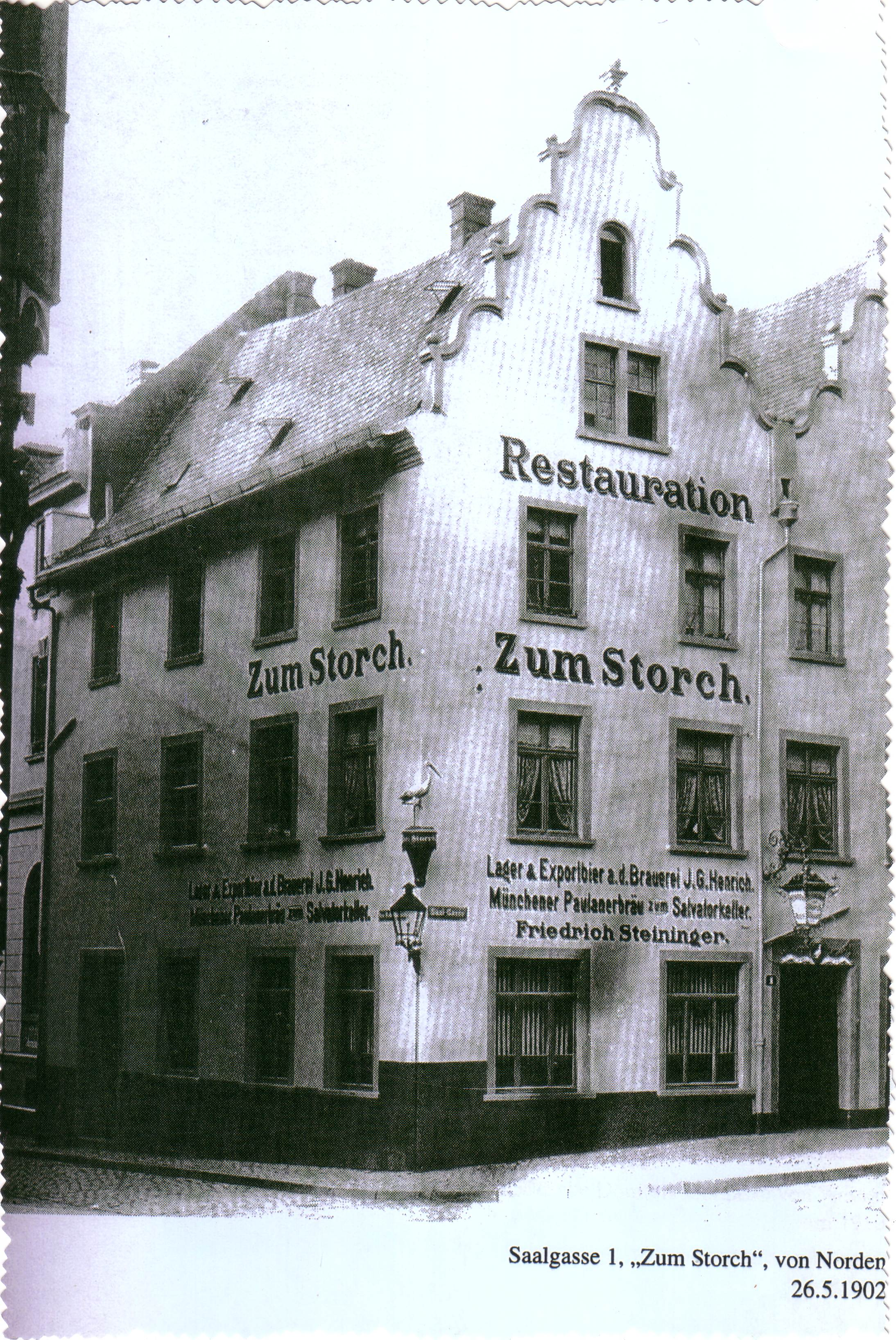
Gasthaus zum Storch, 1902

Ein bekanntes Gasthaus im östlichen Teil der Saalgasse war das 1317 erstmals erwähnte Haus zum Storch in der Saalgasse 1. Es lag an der Ecke der Gasse Am Schlachthaus (heute Zum Pfarrturm) gegenüber dem Leinwandhaus. Es lag im alten Judenviertel südlich des Domes und befand sich ursprünglich in jüdischem Besitz. Bei dem Pogrom am 24. Juli 1349 soll sein Besitzer im Kampf mit den Mordbrennern einen Brandpfeil gegen das Alte Rathaus abgeschossen haben, das sich an der Stelle des heutigen Domturmes befand. Der Pfeil traf einen hölzernen Fensterladen und entzündete einen Brand, der auf das Dach des Rathauses und den neuen Chor der Pfarrkirche St. Bartholomäus übersprang. Schließlich sollen zahlreiche Häuser des umliegenden Judenviertels dem Brand zum Opfer gefallen sein. Erst 1360 siedelten sich wieder Juden in Frankfurt an, doch kam das Haus spätestens 1405 in den Besitz von Christen, und 1460 wurde es einem Jeckel von Schwanau verkauft. Bei einem Brand am 27. März 1677 wurde das Haus schwer beschädigt. 1704 richtete der Pfarrerssohn Vincenz Assum einen Weinausschank ein. Seitdem war es stets als Gasthaus genutzt. 1798 wurde das Haus umgebaut.

### Zerstörung und Wiederaufbau

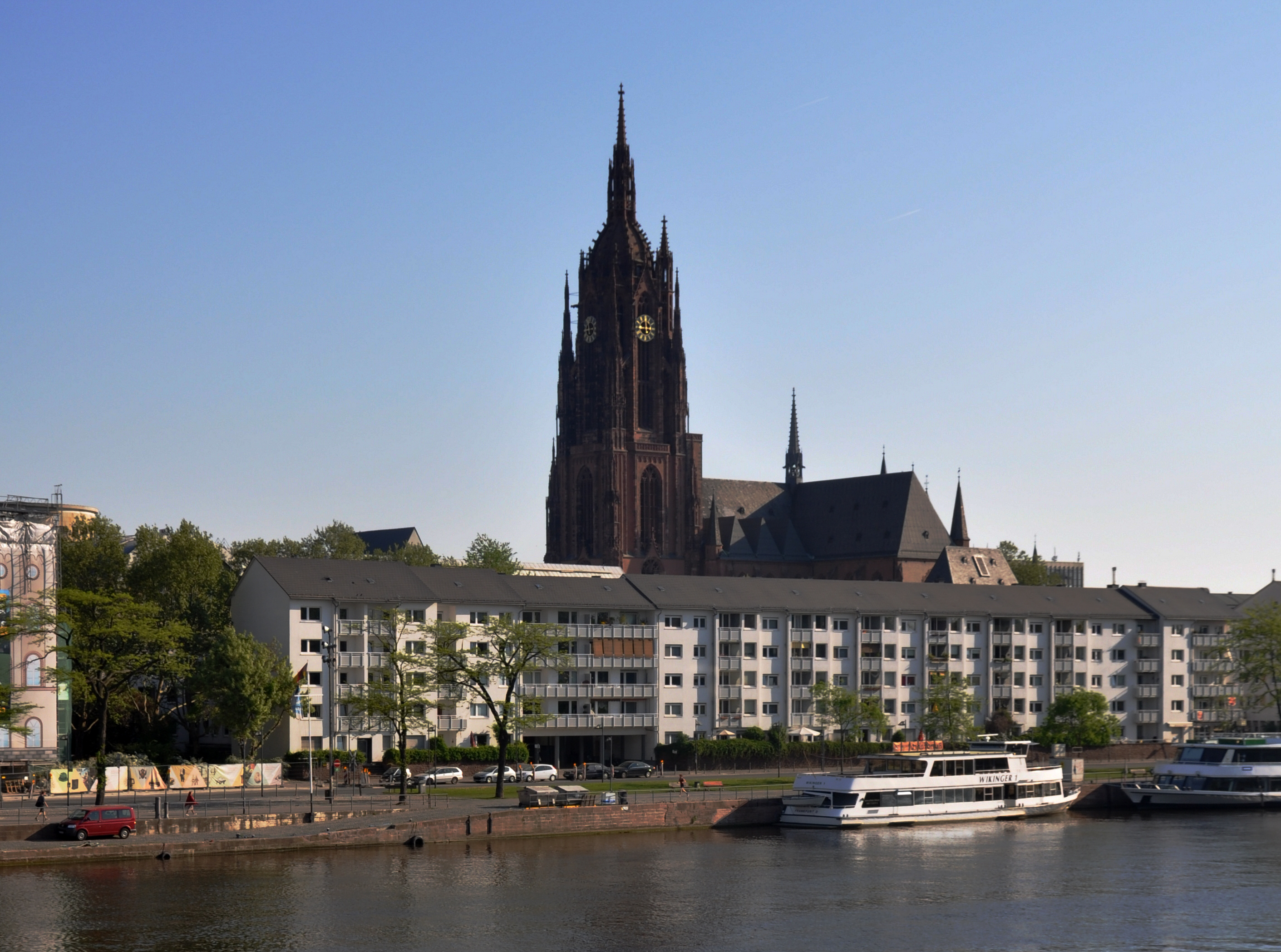
Wohnbauten der 1950er Jahre zwischen Mainkai und Saalgasse

Am 22. März 1944 zerstörte ein Luftangriff die historische Altstadt. Im Viertel zwischen Dom und Römer brannten sämtliche Häuser aus, auch in der Saalgasse. Lediglich Reste der steinernen Bauten hatten den Feuersturm überstanden, vor allem die Erdgeschosse und Brandmauern. Im Mai 1947 beschloss der Frankfurter Magistrat, dass eine umfassende Wiederherstellung der Altstadt bis auf wenige markante Denkmäler nicht in Frage komme. Im Gebiet zwischen Dom und Römer wurden die Trümmer bis 1950 vollständig geräumt.
1952 begann der allgemeine Wiederaufbau in der Altstadt. Im Gebiet zwischen Saalhof und Mainkai errichtete die Stadt mehrere viergeschossiger Wohngebäude mit großen, begrünten Innenhöfen. Der staufische Saalhof mit der Saalhofkapelle, dem ältesten Bauwerk Frankfurts, wurde freigestellt. Östlich des Saalhofs erbaute die Evangelische Kirche in Hessen und Nassau einen Gebäudekomplex für die Propstei Frankfurt. Er wird heute vom Evangelischen Frauenbegegnungszentrum EVA und der Evangelischen St. Paulsgemeinde als Gemeindehaus genutzt. Der 1953 errichtete Neubau an der Ecke Saalgasse/Zum Pfarrturm beherbergt die historische Gaststätte Zum Storch. Südlich der Alten Nikolaikirche entstand 1971/72 mit dem Bau des Historischen Museums das neue westliche Ende der Saalgasse.
Die Nordseite der Saalgasse blieb zunächst unbebaut. Durch den Bau der U-Bahn-Station Dom/Römer mit einer darüber liegenden zweigeschossigen Tiefgarage wurde das Geländeniveau um mehrere Meter angehoben.

### Neugestaltung in den 1980er Jahren
1983 bis 1986 wurde im direkten Norden die Schirn Kunsthalle Frankfurt errichtet. Ihre monumentale, 140 Meter lange, 10 Meter breite und fünf Geschosse hohe Ausstellungshalle verläuft ziemlich genau über der Nordseite der alten Bendergasse. Der Höhenunterschied zur Saalgasse wird durch einen Treppenaufgang im kubischen Zentralbau der Schirn überwunden. Zusammen mit der Schirn wurden entlang der Nordseite der Saalgasse zwei durch den Schirn-Zentralbau voneinander getrennte Häuserzeilen errichtet.
Die sogenannten Bürgerhäuser weisen altstadttypische Proportionen und Grundstücksgrößen auf, sind aber durchweg im bunten, verspielten Stil der Postmodernen Architektur der 1980er Jahre gestaltet. Schirn und Bürgerhäuser gruppieren sich um zwei öffentlich zugängliche Innenhöfe. Der Zugang von den Saalgasse-Häusern in den Innenhof erfolgt über deren erstes Obergeschoss.